# لیلا کینونن
لورا آنیکی (لیلا) کینونن (به فنلاندی: Laura Annikki (Laila) Kinnunen) (زاده ۸ نوامبر ۱۹۳۹-درگذشته ۲۶ اکتبر ۲۰۰۰) خواننده فنلاندی بود.
او نماینده فنلاند در یوروویژن ۱۹۶۱ بود.